# Rotterdam Open 2025 - Qualificazioni singolare
Le qualificazioni del singolare del Rotterdam Open 2025 sono state un torneo di tennis preliminare per accedere alla fase finale della manifestazione. I vincitori dell'ultimo turno sono entrati di diritto nel tabellone principale. In caso di ritiro di uno o più giocatori aventi diritto a questi sono subentrati i lucky loser, ossia i giocatori che hanno perso nell'ultimo turno ma che avevano una classifica più alta rispetto agli altri partecipanti che avevano comunque perso nel turno finale.

## Teste di serie
1. Quentin Halys (ritirato)
2. Daniel Altmaier (ultimo turno) lucky loser
3. Mattia Bellucci (qualificato)
4. Michail Kukuškin (ultimo turno)

1. Harold Mayot (qualificato)
2. Daniel Evans (primo turno)
3. Constant Lestienne (qualificato)
4. Gijs Brouwer (ultimo turno)

## Qualificati
1. Mattia Bellucci
2. Constant Lestienne

1. Harold Mayot
2. Andrea Vavassori

## Tabellone

### Sezione 1
|  | Primo turno | Primo turno          | Primo turno          | Primo turno | Primo turno |  |  | Ultimo turno | Ultimo turno         | Ultimo turno         | Ultimo turno | Ultimo turno |  |
|  |             |                      |                      |             |             |  |  |              |                      |                      |              |              |  |
|  | Alt         | Niels Visker         | Niels Visker         | 62          | 2           |  |  |              |                      |                      |              |              |  |
|  |             | Andrea Vavassori     | Andrea Vavassori     | 7           | 6           |  |  |              | Andrea Vavassori     | Andrea Vavassori     | 6            | 6            |  |
|  |             | Geoffrey Blancaneaux | Geoffrey Blancaneaux | 6           | 6           |  |  |              | Geoffrey Blancaneaux | Geoffrey Blancaneaux | 3            | 4            |  |
|  | 6           | Daniel Evans         | Daniel Evans         | 4           | 3           |  |  |              |                      |                      |              |              |  |

### Sezione 2
|  | Primo turno | Primo turno          | Primo turno          | Primo turno | Primo turno |  |  | Ultimo turno | Ultimo turno       | Ultimo turno       | Ultimo turno | Ultimo turno |  |
|  |             |                      |                      |             |             |  |  |              |                    |                    |              |              |  |
|  | 2           | Daniel Altmaier      | Daniel Altmaier      | 6           | 6           |  |  |              |                    |                    |              |              |  |
|  | Alt         | Carlos Sánchez Jover | Carlos Sánchez Jover | 3           | 2           |  |  | 2            | Daniel Altmaier    | Daniel Altmaier    | 63           | 4            |  |
|  | Alt         | Ryan Nijboer         | Ryan Nijboer         | 63          | 6           |  |  | 7            | Constant Lestienne | Constant Lestienne | 7            | 6            |  |
|  | 7           | Constant Lestienne   | Constant Lestienne   | 7           | 7           |  |  |              |                    |                    |              |              |  |

### Sezione 3
|  | Primo turno | Primo turno     | Primo turno     | Primo turno | Primo turno |  |  | Ultimo turno | Ultimo turno    | Ultimo turno    | Ultimo turno | Ultimo turno |  |
|  |             |                 |                 |             |             |  |  |              |                 |                 |              |              |  |
|  | 3           | Mattia Bellucci | Mattia Bellucci | 6           | 6           |  |  |              |                 |                 |              |              |  |
|  | WC          | Thijs Boogaard  | Thijs Boogaard  | 3           | 1           |  |  | 3            | Mattia Bellucci | Mattia Bellucci | 6            | 6            |  |
|  | Alt         | Max Houkes      | Max Houkes      | 3           | 4           |  |  | 8/WC         | Gijs Brouwer    | Gijs Brouwer    | 1            | 1            |  |
|  | 8/WC        | Gijs Brouwer    | Gijs Brouwer    | 6           | 6           |  |  |              |                 |                 |              |              |  |

### Sezione 4
|  | Primo turno | Primo turno      | Primo turno      | Primo turno | Primo turno |  |  | Ultimo turno | Ultimo turno     | Ultimo turno     | Ultimo turno | Ultimo turno |  |
|  |             |                  |                  |             |             |  |  |              |                  |                  |              |              |  |
|  | 4           | Michail Kukuškin | Michail Kukuškin | 6           | 6           |  |  |              |                  |                  |              |              |  |
|  | WC          | Jelle Sels       | Jelle Sels       | 4           | 1           |  |  | 4            | Michail Kukuškin | Michail Kukuškin | 1            | 64           |  |
|  | Alt         | Michael Vrbenský | Michael Vrbenský | 2           | 2           |  |  | 5            | Harold Mayot     | Harold Mayot     | 6            | 7            |  |
|  | 5           | Harold Mayot     | Harold Mayot     | 6           | 6           |  |  |              |                  |                  |              |              |  |